# Cantó de Melun
El cantó de Melun és una divisió administrativa francesa del departament de Sena i Marne, situat al districte de Melun. Creat amb la reorganització cantonal del 2015.

## Municipis
- Livry-sur-Seine
- Maincy
- Melun
- Montereau-sur-le-Jard
- La Rochette
- Rubelles
- Saint-Germain-Laxis
- Vaux-le-Pénil
- Voisenon